# KV53
Situé dans la vallée des Rois, dans la nécropole thébaine sur la rive ouest du Nil face à Louxor en Égypte, KV 53 est le tombeau d'un inconnu.
La tombe n'a jamais été complètement fouillée et est encombrée de débris ce qui la rend inaccessible.